# Namibia Airports Company
Die Namibia Airports Company (NAC) ist seit 1998 der Betreiber von acht der größten Flughäfen in Namibia. Sie untersteht als 100%iges Staatsunternehmen dem Ministerium für Öffentliche Arbeiten und Verkehr. Die NAC ist Mitglied der wichtigsten internationalen Flughafenorganisationen wie dem Airports Council International (ACI).

## Flughäfen
Der NAC betreibt die nachstehende Flughäfen sowohl in Hinblick auf Infrastruktur, Instandhaltung, Technologie, Flugabwicklung, Passagierabwicklung, Betrieb von Parkplätzen, Vermietung von Laden- und anderen Flächen und Mitarbeiterentwicklung:
- Hosea Kutako International Airport bei Windhoek – Flughafenklasse A
- Walvis Bay International Airport in Walvis Bay – Flughafenklasse A
- Flughafen Eros in Windhoek – Flughafenklasse C
- Flughafen Lüderitz in Lüderitz – Flughafenklasse C – seit 2020 kein Linienflugbetrieb
- Flughafen Keetmanshoop in Keetmanshoop – Flughafenklasse C – seit mind. 1990 kein Linienflugbetrieb
- Flughafen Andimba Toivo ya Toivo  in Ondangwa – Flughafenklasse C
- Flughafen Rundu in Rundu – Flughafenklasse C
- Flughafen Katima Mulilo (Mpacha) in Katima Mulilo – Flughafenklasse C

## Statistiken
| Jahr | Flugbewegungen | Passagiere  |
| ---- | -------------- | ----------- |
| 2013 | 47.623 ▼       | 995.858 ▲   |
| 2014 | 48.313 ▲       | 1.027.897 ▲ |
| 2015 | 46.963 ▼       | 1.021.130 ▼ |
| 2016 | 44.410 ▼       | 1.029.574 ▲ |
| 2017 | 52.837 ▲       | 1.226.000 ▲ |
| 2018 | 53.659 ▲       | 1.337.399 ▲ |
| 2019 | 62.489 ▲       | 1.240.736 ▼ |
| 2020 | 26.775 ▼       | 328.394 ▼   |
| 2021 | 38.972 ▲       | 368.428 ▲   |
| 2022 | 41.552 ▲       | 786.662 ▲   |

Quelle: Airport Statistics. Namibia Airports Company, Februar 2023